# سیرابیل
سیرابیل (به لاتین: Sirəbil) یک منطقهٔ مسکونی در جمهوری آذربایجان است که در شهرستان ماساللی واقع شده‌است. سیرابیل ۶۹۷ نفر جمعیت دارد.

## ریشه واژه
سیر در زبان تالشی به معنی سیر، سیراب و سرشار و بیل یا بیر به معنی دشت، زمین یا کرانه است و سیرابیل یا سیرابیر یعنی دشت پرآب.